# Nurbakyt Tengizbayev
Nurbakyt Tenguizbayev (en kazajo: Нұрбақыт Теңізбаев; Usharal, 10 de abril de 1983) es un deportista kazajo que compitió en lucha grecorromana.
Participó en dos Juegos Olímpicos de Verano, obteniendo una medalla de plata en Pekín 2008, en la categoría de 60 kg, y el 17.º lugar en Atenas 2004. Ganó una medalla de bronce en el Campeonato Mundial de Lucha de 2009.

## Palmarés internacional
| Juegos Olímpicos   | Juegos Olímpicos    | Juegos Olímpicos  | Juegos Olímpicos |
| Año                | Lugar               | Medalla           | Categoría        |
| ------------------ | ------------------- | ----------------- | ---------------- |
| 2008               | Pekín (China)       | Medalla de plata  | 60 kg            |
| Campeonato Mundial |                     |                   |                  |
| Año                | Lugar               | Medalla           | Categoría        |
| 2009               | Herning (Dinamarca) | Medalla de bronce | 60 kg            |